# اچ‌دی ۱۷۸۹۱۱
اچ‌دی ۱۷۸۹۱۱ یک ستاره است که در صورت فلکی شلیاق قرار دارد.